# Dane Cameron
Dane Cameron (Newport Beach, Californië, 18 oktober 1988) is een Amerikaans autocoureur. In 2014 werd hij kampioen in de GTD-klasse van het IMSA SportsCar Championship, in 2016 won hij de GTP-klasse van dit kampioenschap en in 2019 won hij in de DPi-klasse. In 2024 won hij de 24 uur van Daytona.

## Carrière
Cameron begon zijn autosportcarrière in het karting. In 2005 stapte hij over naar het formuleracing en kwam hij uit in de Jim Russell Racing School en de Formule Russell, waar hij kampioen werd. In 2006 stapte hij over naar de Formula Ford 2000. Hij won twee races op Cleveland en Road America en werd met 272 punten tweede achter J.R. Hildebrand. Hij won dat jaar een beurs zodat hij deel kon nemen aan de Formule Palmer Audi Autumn Trophy, waarin hij kampioen werd.
In 2007 stapte Cameron over naar het Star Mazda Championship. Hij won drie races op het Stratencircuit Houston, de Virginia International Raceway en het Stratencircuit Toronto en werd zo met 450 punten kampioen in de klasse. In 2008 kwam hij uit in de Atlantic Championship voor het team Genoa Racing. Hij behaalde een pole position en een podiumfinish op Road America, en voegde hier later dat jaar op het Miller Motorsports Park nog een podiumplaats aan toe. Met 169 punten werd hij zevende in de eindstand.
In 2009 maakte Cameron de overstap naar de sportwagens. Hij reed dat jaar in de Rolex Sports Car Series voor het team Racers Edge Motorsports. Hij behaalde een podiumplaats op Watkins Glen International en werd met 204 punten veertiende in de GT-klasse. In 2010 reed hij slechts twee races in het kampioenschap, maar wel in de hoogste Daytona Prototype-klasse. Zo maakte hij dat jaar zijn debuut in de 24 uur van Daytona. Tevens reed hij in de 12 uur van Sebring in de LMPC-klasse van de American Le Mans Series (ALMS), waarin hij de race won.
In 2011 reed Cameron opnieuw een volledig seizoen in de GT-klasse van de Rolex Sports Car Series, waar hij voor Dempsey Racing een Mazda RX-8 met James Gué deelde. Hij behaalde drie podiumplaatsen op het New Jersey Motorsports Park, het Circuit Gilles Villeneuve en de Mid-Ohio Sports Car Course en werd zo met 306 punten vierde in het klassement. In 2012 kwam hij uit voor het Team Sahlen met Wayne Nonnamaker als teamgenoot. Op Laguna Seca behaalde hij zijn eerste zege in het kampioenschap en hij eindigde ook op de Homestead-Miami Speedway en in Montreal op het podium. Met 324 punten werd hij zesde in de eindstand.
In 2013 stapte Cameron binnen de Rolex Sports Car Series over naar de Daytona Prototype-klasse, waarin hij samen met Nonnamaker voor Team Sahlen bleef rijden. Twee vierde plaatsen op het Belle Isle Park en het Lime Rock Park waren zijn beste resultaten, waardoor hij met 269 punten tiende in het eindklassement werd. Daarnaast reed hij samen met Mike Guasch in vier races van de ALMS.

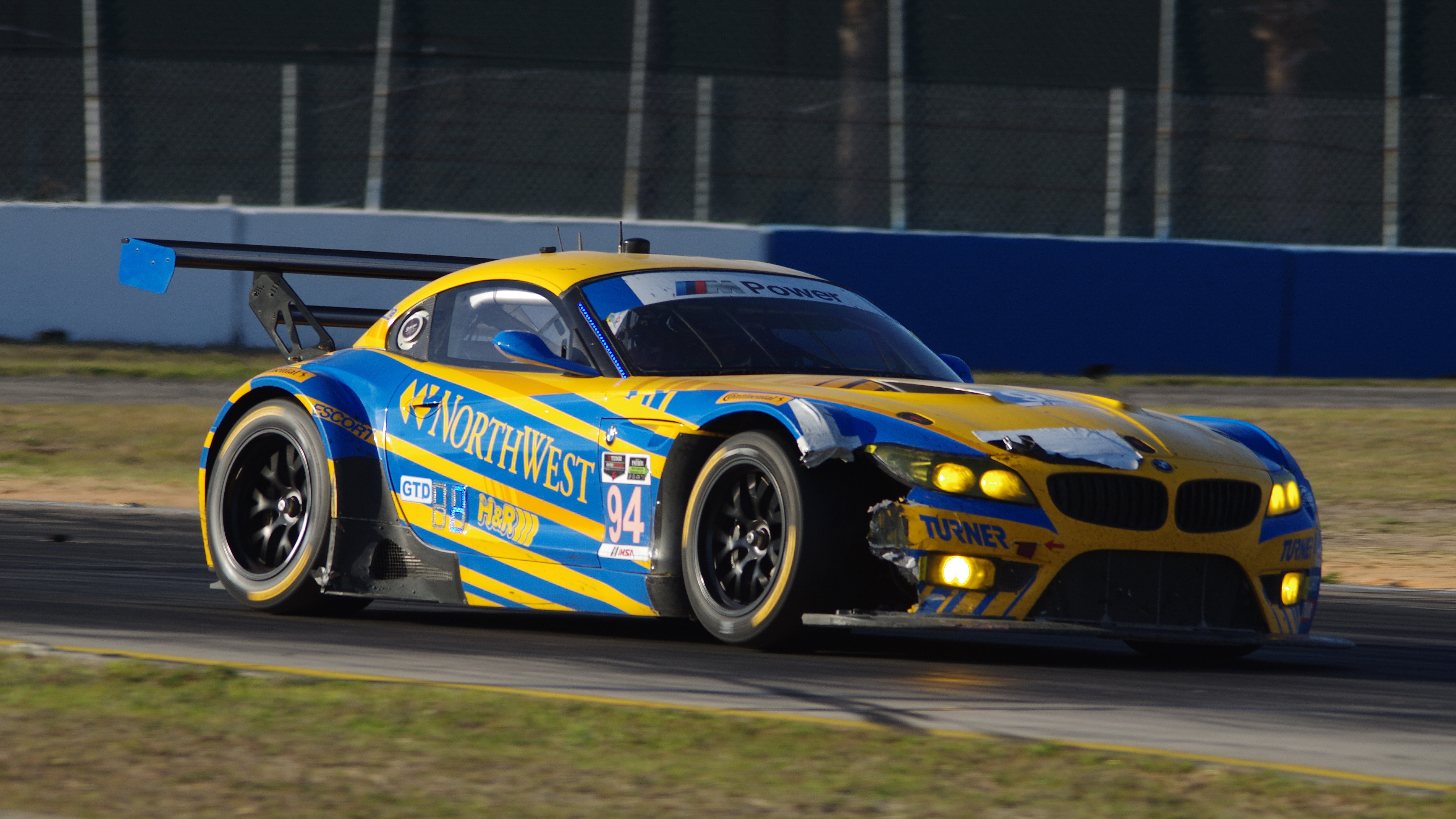
Dane Cameron in de 12 uur van Sebring in 2014.

In 2014 werden de Rolex Sports Car Series en de ALMS samengevoegd tot het IMSA SportsCar Championship, waarin Cameron in de GTD-klasse voor Turner Motorsport reed. Hij deelde hier een BMW Z4 GT3 met Markus Palttala. Hij won vier races op Laguna Seca, Watkins Glen, Road America en Virginia en behaalde ook podiumplaatsen op het Canadian Tire Motorsport Park en het Circuit of the Americas. Met 304 punten werd hij gekroond tot kampioen in de klasse.
In 2015 maakte Cameron binnen het IMSA-kampioenschap de overstap naar de Prototype-klasse, waarin hij voor Action Express Racing een Coyote Corvette DP met Eric Curran deelde. Hij won twee races op Belle Isle Park en Road America en stond ook op Mosport en Road Atlanta op het podium. Met 304 punten werd hij derde in de eindstand. Ook reed hij voor Turner in de GTD-klasse in de race op Lime Rock, die hij samen met Michael Marsal won.
In 2016 reed Cameron in de Prototype-klasse nog steeds met Curran voor Action Express. Hij won twee races op Mosport en Road America en stond in vijf andere races op het podium, waardoor hij met 314 punten zijn tweede titel in het kampioenschap won. In 2017 veranderde het team van naam naar Whelen Engineering Racing en reed het met een Cadillac DPi-V.R. Hij behaalde een zege op Mosport en eindigde hiernaast nog vijf keer op het podium. Met 291 punten werd hij, achter de inschrijving van Jordan en Ricky Taylor, tweede in de eindstand.

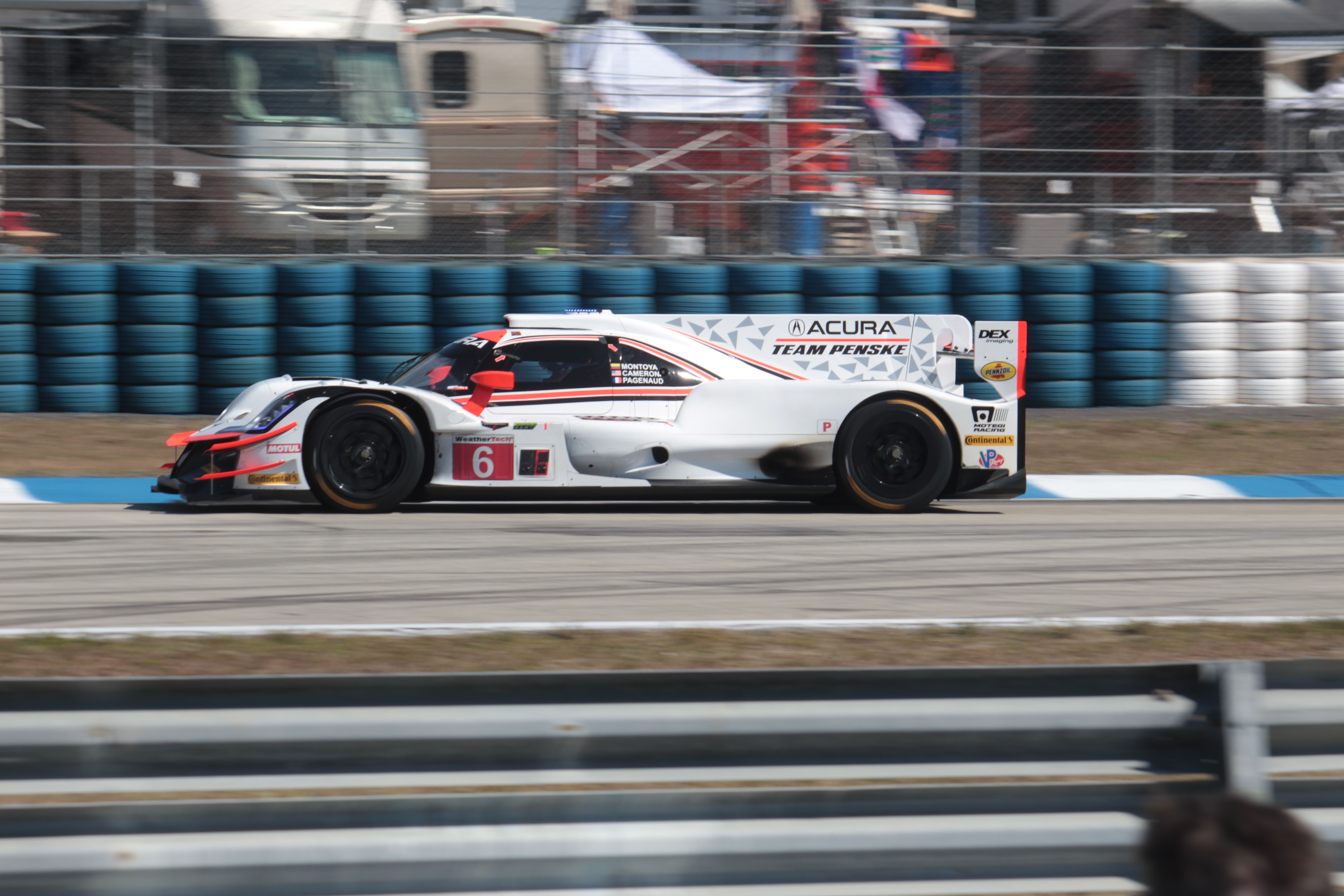
Dane Cameron in de 12 uur van Sebring in 2018.

In 2018 stapte Cameron binnen de Prototype-klasse over naar het Acura Team Penske, waar hij met Juan Pablo Montoya een Acura ARX-05 deelde. Hij behaalde vier podiumfinishes op Mid-Ohio, Belle Isle Park, Watkins Glen en Laguna Seca en werd zo met 251 punten vijfde in de eindstand. In 2019 werd de naam van de Prototype-klasse veranderd naar DPi. Cameron won hier drie races op Mid-Ohio, Belle Isle Park en Laguna Seca. Hiernaast stond hij nog vier keer op het podium. Met 302 punten werd hij voor de tweede keer kampioen in de hoogste klasse van het kampioenschap en behaalde zo zijn derde titel in totaal. Tevens nam hij deel aan de Pro-Am-klasse van de Blancpain GT World Challenge America, waarin hij met 140 punten tweede werd.
In 2020 bleef Cameron met Montoya rijden voor Penske in de DPi-klasse van het IMSA-kampioenschap. Hij kende een moeilijk jaar met meerdere uitvalbeurten, maar tegen het eind van het seizoen behaalde hij nog wel drie podiumplaatsen op Road Atlanta, Laguna Seca en in de 12 uur van Sebring. Met 247 punten werd hij zesde in de eindstand. Ook reed hij voor Team Honda Racing in drie races van de Intercontinental GT Challenge, waarin hij in de race op de Indianapolis Motor Speedway op het podium eindigde.
In 2021 stapte Cameron binnen de DPi-klasse van het IMSA-kampioenschap over naar Meyer Shank Racing, waar hij met Olivier Pla een Acura ARX-05 deelde. Hij behaalde twee podiumfinishes in de 12 uur van Sebring en Watkins Glen. Met 2946 punten werd hij vijfde in het eindklassement.

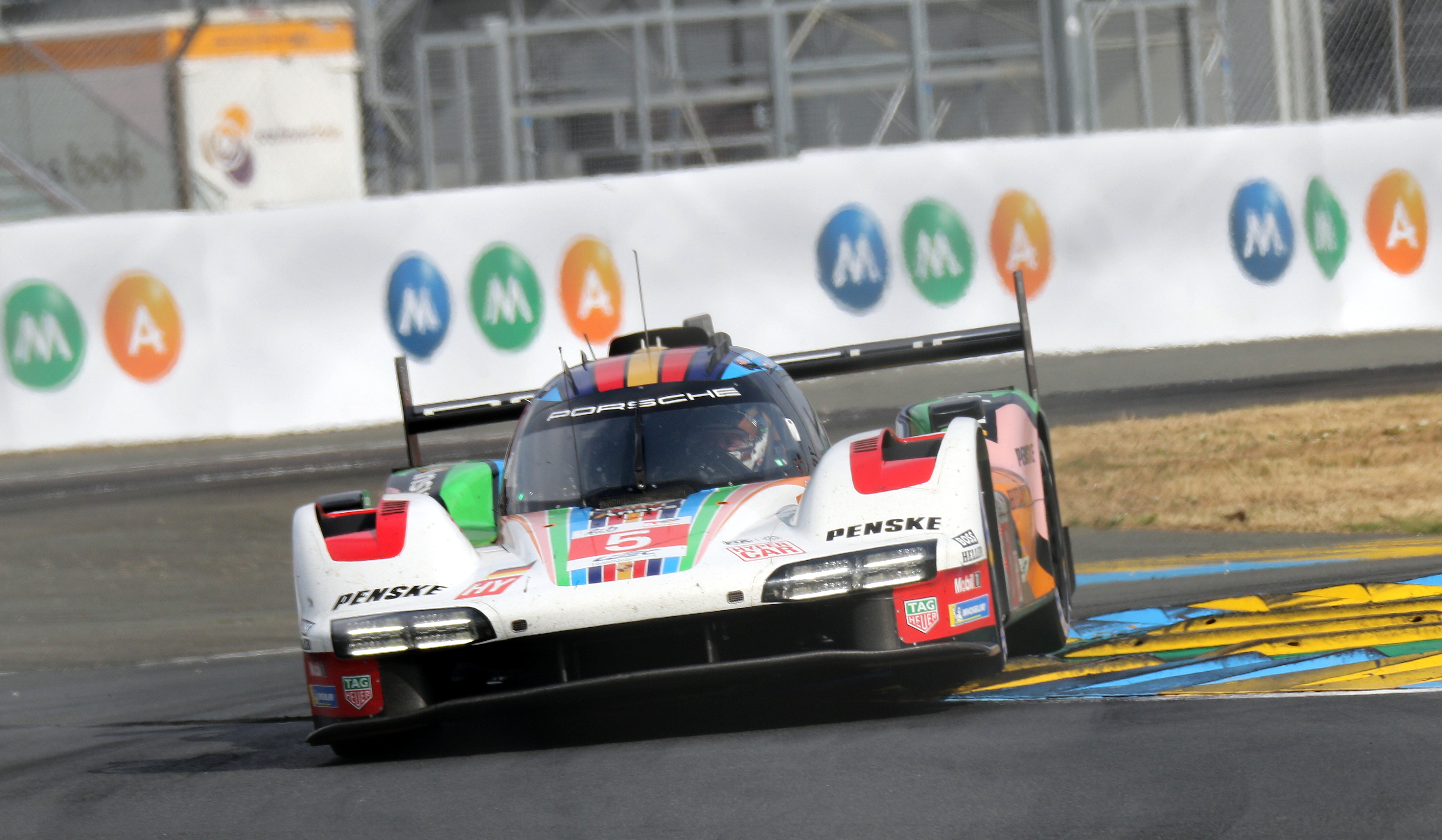
Dane Cameron in de 24 uur van Le Mans in 2023.

In 2022 stapte Cameron over naar het FIA World Endurance Championship. Hij kwam hier voor het Team Penske uit in de LMP2-klasse, waar hij met Emmanuel Collard en Felipe Nasr de auto deelde. Het team reed enkel in de eerste drie races, met twee vierde plaatsen in de 6 uur van Spa-Francorchamps en de 24 uur van Le Mans als beste resultaten. In 2023 reed hij een volledig seizoen in de Hypercar-klasse van het kampioenschap, waarin hij voor Porsche Penske Motorsport een Porsche 963 met Michael Christensen en Frédéric Makowiecki deelde. Twee vierde plaatsen in de 6 uur van Spa-Francorchamps en de 6 uur van Monza waren zijn beste resultaten en hij werd met 61 punten zevende in het klassement. Ook nam hij dat jaar deel aan de 24 uur van Daytona en de 12 uur van Sebring, maar viel hier in beide races uit.
In 2024 keerde Cameron terug naar het IMSA-kampioenschap, waar hij in de GTP-klasse voor Porsche Penske Motorsport de auto met Matt Campbell deelde. Aan het begin van het jaar won het duo, samen met Felipe Nasr en Josef Newgarden, de 24 uur van Daytona.